# Mastogenius changonensis
Mastogenius changonensis – gatunek chrząszcza z rodziny bogatkowatych i podrodziny Polycestinae.
Gatunek ten został opisany w 1986 przez Garyego Manleya na podstawie 3 okazów odłowionych na południowym skraju gór Changon.
Chrząszcz o silnie błyszczącym, prawie prostokątnym w obrysie ciele, u holotypowego samca długości 2,55 mm. Ubarwienie jednolite, ciemnobrązowe. Głowa na przedzie z głębokim, szerokim i wydłużonym wgłębieniem, ciągnącym się od nadustka za środek czoła. Przedplecze półtora raza szersze niż długie, wyraźnie szersze od pokryw, z przodu podobnej szerokości jak u nasady. Boczne brzegi przedplecza łukowato rozbieżne od kątów przednich do około ćwierci długości i dalej zbieżne ku kątom tylnym, ostrzej tuż przed nimi. Boki Pokrywy do środka długości prawie równoległe, na samym środku nieco wklęsłe, odtąd do ⅔ długości rozszerzone, a dalej łukowato zbieżne ku osobno ściętym wierzchołkom. Długość pokryw wynosi od 1,75 do 2 ich szerokości.
Owad neotropikalny, znany tylko z ekwadorskiej prowincji Guayas.